# Castillo del Remei
La finca del Castillo del Remei (en catalán Castell del Remey o Castell de Remei -con la grafía moderna-), es una finca agrícola con bodegas situada en la Plana de Urgel, en el municipio de Penellas, Lérida, entre Tárrega y Balaguer, a 40 km de Lérida y 135 km de Barcelona. Sus viñedos forman parte de la denominación de origen Costers del Segre.
La finca es llana y de regadío. Está situada a 300 m sobre el nivel del mar y ubicada dentro de la comarca de la Noguera. La tierra es un antiguo fondo de lago que se caracteriza por tener unas tierras calcáreas y graníticas. El clima es continental, de inviernos fríos y veranos calurosos, y escaso en lluvias. La finca llegó a tener 1090 ha, siendo el mayor latifundio de regadío de Cataluña. En 1982 la propiedad pasó de la familia Girona, que la había tenido casi 130 años, a la familia Cusiné, y desde entonces ha reducido su tamaño de manera importante. 

## El complejo
La finca del Castillo del Remei consta de numerosos edificios, entre los cuales cabe destacar el castillo, con más de ochenta ventanas, el Santuario de la Virgen de Remei, el restaurante abierto al público, el molino de aceite, la harinera, las bodegas, la destilería, los talleres, los almacenes, etc. En los momentos de su apogeo, el personal la finca tenía a su disposición campo de fútbol, pista de tenis, cine, grupo de teatro, banda de música, etc. El Castillo del Remei tiene un código postal propio: E-25333.

## Historia
La finca del Castillo del Remei corresponde a una parte del término rural de Torreneral, cuya dimensión actual se adecua al procedimiento de centuriación que los romanos establecen durante el proceso de colonización de este territorio. Un término centuriazado tiene una extensión aproximada de 600 Ha, que se divide en centurias de unas 50 Ha cada una, que a su vez pueden dividirse en subparcelas de 25 ha.
Las referencias más antiguas a lo que luego fue Torreneral se tienen en los documentos de repoblación, en el que el conde Ermengol IV de Urgel y su mujer Lucía dotan el 10 de junio de 1079 la fundación del Monasterio de Gualter, por parte de los monjes benedictinos del Monasterio de Santa María de Ripoll, la mitad de la denominada 'quadra de Cortessa', que es la primitiva denominación de la finca del Castillo del Remei. La otra mitad se donó a Airalli Bernardi de Tolone, que era un caballero occitano que acompañó al conde en la reconquista de la zona. El nombre de la finca como 'Torre d'Airalli' es el origen de Torre de n'Eral, Torre Neral y Torreneral, por haber sido el señorío de Erall quien construyó la torre de defensa original. En 1123 el Monasterio de Gualter hereda la otra mitad de la finca.

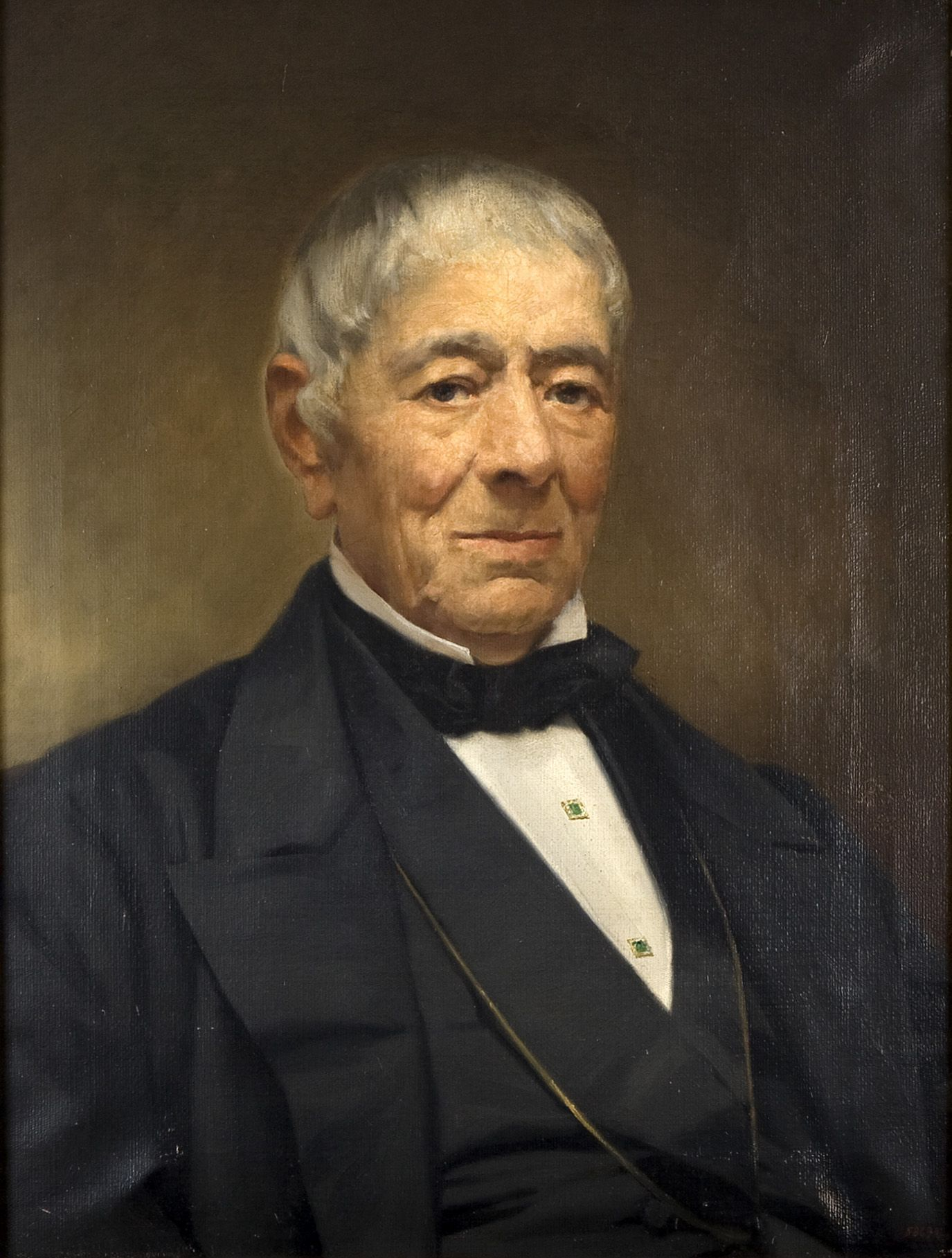
Retrato de Ignacio Girona y Targa ca 1850.

En 1414, el rey Fernando I de Antequera vende Torreneral a la abadía de Poblet. La abadía dividió el término en dos partes: la Torre dels Frares (Torre de los Frailes) y la Torre del Bisbe (Torre del Obispo).   
La propiedad quedó compartida entre el Monasterio de Gualter y el Monasterio de Poblet, siendo este último el gran propietario de la zona. En 1592, se seculariza el Monasterio de Gualter, por lo que todos sus bienes pasan al recientemente creado Obispado de Solsona. En 1699 se divide la propiedad en dos partes: 131 Ha (la Torre dels Frares) corresponden a Poblet y 393 Ha (la Torre del Bisbe) al obispado de Solsona.
En 1820, se suprimen las órdenes monásticas, con la excepción de Poblet y Montserrat. En 1835, con la Desamortización de Mendizábal las propiedades de Poblet y del obispado de Solsona son nacionalizadas, entre las que está Torreneral.
En 1853 Ignacio Girona y Targa compró la finca Torre del Bisbe de Torreneral a la familia Torrents Serralamera i Mitjana, que la había adquirido en subasta pública. El interés de Ignacio Girona y Targa en estas tierras estaba basado en que desde el siglo XIV había el proyecto de regar esta zona con agua traída del río Segre, y que él tenía el proyecto de construir el Canal de Urgel, si los proyectos en curso no seguían adelante. Ignacio Girona y Targa quiso, además, recomponer en una propiedad el antiguo término rural de Torreneral, comprando la otra parte, es decir la Torre dels Frares, a sus propietarias María Escaiola Vilarnau (1821-1902) y a su hija Caterina Solervicens Escaiola (1855-1927), pero no se la vendieron. La negativa no le desanimó y, hasta su muerte, intentó que se la vendiesen por todos los medios y mediante todo tipo de pleitos.
La dedicación a la Virgen del Remedio o del Remey (con la grafía catalana antigua) le fue dada por Ignacio Girona y Targa que, durante la Guerra de la Independencia, cuando le perseguían los franceses, se ocultó en la capilla de la Virgen del Remedio de Tárrega, Lérida, de donde era oriundo, y en donde se había se había refugiado procedente de Barcelona, en donde por entonces residía. Como fuese que los franceses pasasen de largo y no lo descubrieran, lo atribuyó a la Virgen del Remedio a la cual puso como protectora de la familia y de sus negocios.

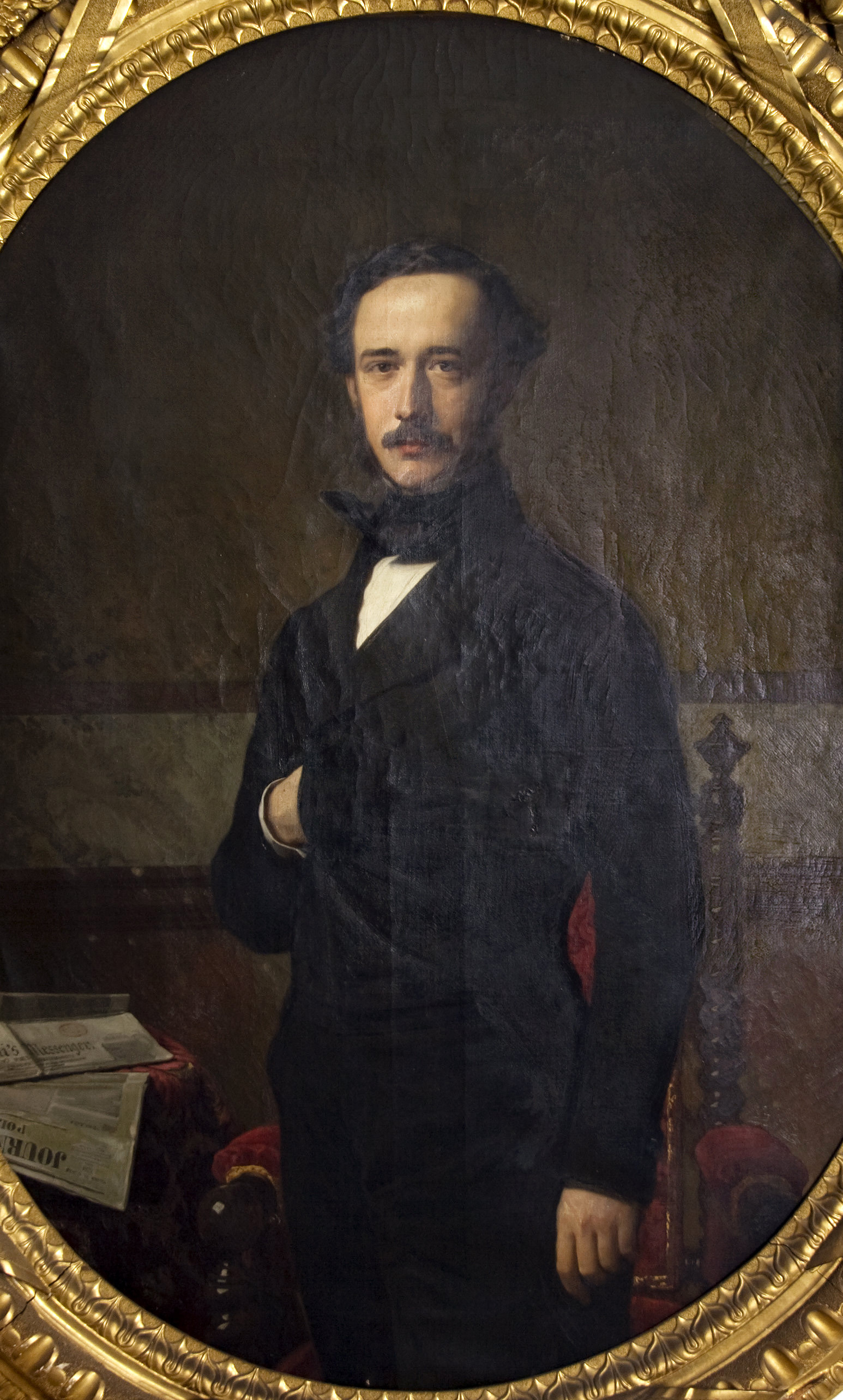
Retrato de Ignacio Girona y Agrafel, pintado por Federico de Madrazo y Kuntz en 1853.

Actualmente ha nacido una moderna tradición sobre los orígenes de la devoción a la Virgen del Remedio en este sitio que dice así: «Nos cuenta la tradición legendaria que por estos pagos había muchos rebaños que, con sus pastores, daban una imagen plácida de estas tierras. Los pastores de Boldú se dirigían con sus rebaños a unas pilas de agua para abrevarlos. Una oveja se quedó mirando la pila, sin meter el morro para beber. Los pastores se dieron cuenta del hecho y se acercaron a la pila para ver qué era lo que hacía permanecer la oveja en aquella quietud; entonces descubrieron dentro de la pila de la fuente una imagen de la Virgen.» Esta tradición legendaria tiene muy pocos años y las tierras, antes de ser de regadío, no tenían nada de plácidas... pues eran pura estepa de secano.
Ignacio Girona y Targa fue comprando tierras por la zona, especialmente las que se ofertaron con las sucesivas desamortizaciones. La finca inicial fue ampliada hasta llegar a las 575 ha. Fue su hijo mayor, Juan Girona y Agrafel, quien se ocupó inicialmente de la finca y quien dio al castillo su configuración actual, de cuatro torres, una en cada esquina, a lo que era originalmente una casa fortificada con una sola torre. Tanto Ignacio Girona y Targa como su hijo Juan se proponen aplicar a la agricultura, en la medida de lo posible, los métodos de la industrialización mediante la mecanización del campo.
A la muerte de Ignacio Girona y Targa en 1867 la finca, muy mecanizada para los estándares de la época, pasó a sus hijos Jaime e Ignacio Girona y Agrafel. En 1868 se inauguró el molino de harina. En 1872, la finca consiguió la categoría de «colonia agrícola» por la cual la propiedad se obligaba a hacer importantes inversiones a cambio de diversos privilegios, como el de que las más de 50 familias que en ella vivían estaban exentas del servicio militar y diversos beneficios fiscales. 2n 1882, Ignacio Girona y Agrafel compra la otra mitad de la propiedad de la finca a su hermano Jaime que reside en Madrid. En 1886 se instala una fábrica de mistelas para potenciar las bodegas.  
Ignacio Girona y Agrafel fue quien mandó colocar en el patio del castillo el que fuera su lema: «L'home fa la casa i la casa fa l'home» («El hombre hace la casa y la casa hace al hombre»)
Para promover el regadío en la zona, Ignacio Girona y Targa, solicitó la concesión de las obras del Canal de Urgel a través de su empresa familiar Girona Hermanos, Clavé y Cía. Una vez obtenida la concesión, con el fin de obtener más capitales fuera de la familia, pasó la concesión a la Sociedad Anónima Canal de Urgel que llevó a cabo efectivamente la obra. El liderazgo de la construcción del canal la llevó a cabo su hijo, Manuel Girona i Agrafel. El canal de Urgel se inauguró el 29 de septiembre de 1860, por el entonces ministro de Fomento, marqués de Cervera.
El regadío de estas tierras, hasta entonces inhóspitas por su falta de agua, trajo consigo dos problemas: la salinización de las tierras (se trata de un antiguo fondo de lago) y el paludismo. Para evitar el primero, Ignacio Girona y Agrafel, ya propietario de la finca por herencia de su padre, tuvo que hacer grandes zanjas de desagüe para drenar las tierras y que la sal no subiese a la superficie, lo que supuso una enorme inversión. Decía la gente de la zona que las tierras habían pasado de secano a regadío después de sembrarlas de oro. Para evitar y curar el paludismo repartió grandes cantidades de quinina entre la gente que allí trabajaba. Todo ello supuso una obra titánica.
Aunque fueron sus antepasados, Ignacio Girona y Targa e Ignacio Girona y Agrafel, los que prepararon las tierras para su explotación agraria, fue a Ignacio Girona y Vilanova quien las puso en la explotación definitiva. Su formación agrícola en París, le fue de enorme utilidad para explotar las tierras con productos de mayor valor añadido que los cereales extensivos utilizados hasta esa momento. De él fue la idea de plantar viñas de cepas nobles de gran calidad para hacer vinos que compitiesen con los de Burdeos. También fue quien inició la producción de licores: el conocido licor de camomilla y el brandy (ya no se producen). Ignacio Girona y Vilanova también se ocupó de las cuestiones sociales de la finca: puso un capellán para que asistiese al personal, fundó una escuela para niños y una escuela-hogar, regidas por las Hermanas Dominicas de la Anunciata, luego substituidas por los Franciscanos de la Cruz Blanca que tienen actualmente una residencia para niños discapacitados y el noviciado.
En 1936 el castillo fue desvalijado, las bodegas vaciadas y la maquinaria desmontada, quedando las tierras prácticamente abandonadas. Más tarde, las tropas franquistas, en su avance por la zona hacia Barcelona, instalaron un polvorín en el castillo que estalló destruyéndolo casi por completo, así como diversas instalaciones de la finca.
Tras finalizar la guerra civil española, Juan Girona y Vilanova reconstruyó lo destruido y restauró el aplec de la Virgen del Remey, el segundo domingo de octubre, en la que se celebraba la fiesta mayor. Tras la muerte de Juan Girona y Vilanova, sus sobrinos y herederos Escubós-Girona y Folch-Girona construyeron un santuario en honor de la Virgen del Remedio, al lado del Castillo, obra del arquitecto Antoni Fisas y decorado interiormente con pinturas de Josep Obiols. Anteriormente, sólo existía una capilla en la entrada del castillo. El santuario se consagró el 13 de junio de 1954, por el obispo de Seo de Urgel y copríncipe soberano de los Valles de Andorra, Dr. Iglesias Navarri.
La relación de propietarios es la siguiente: la finca pasó de su primer propietario Ignacio Girona y Targa a su hijo Ignacio Girona y Agrafel que la dejó a sus hijos Ignacio y Juan Girona y Vilanova, pasando finalmente su totalidad a Juan Girona y Vilanova, que murió en 1950 dejándola a sus sobrinos Escubós-Girona y Folch-Girona, que en 1982 la vendieron a la familia Cusiné.

## La bodega

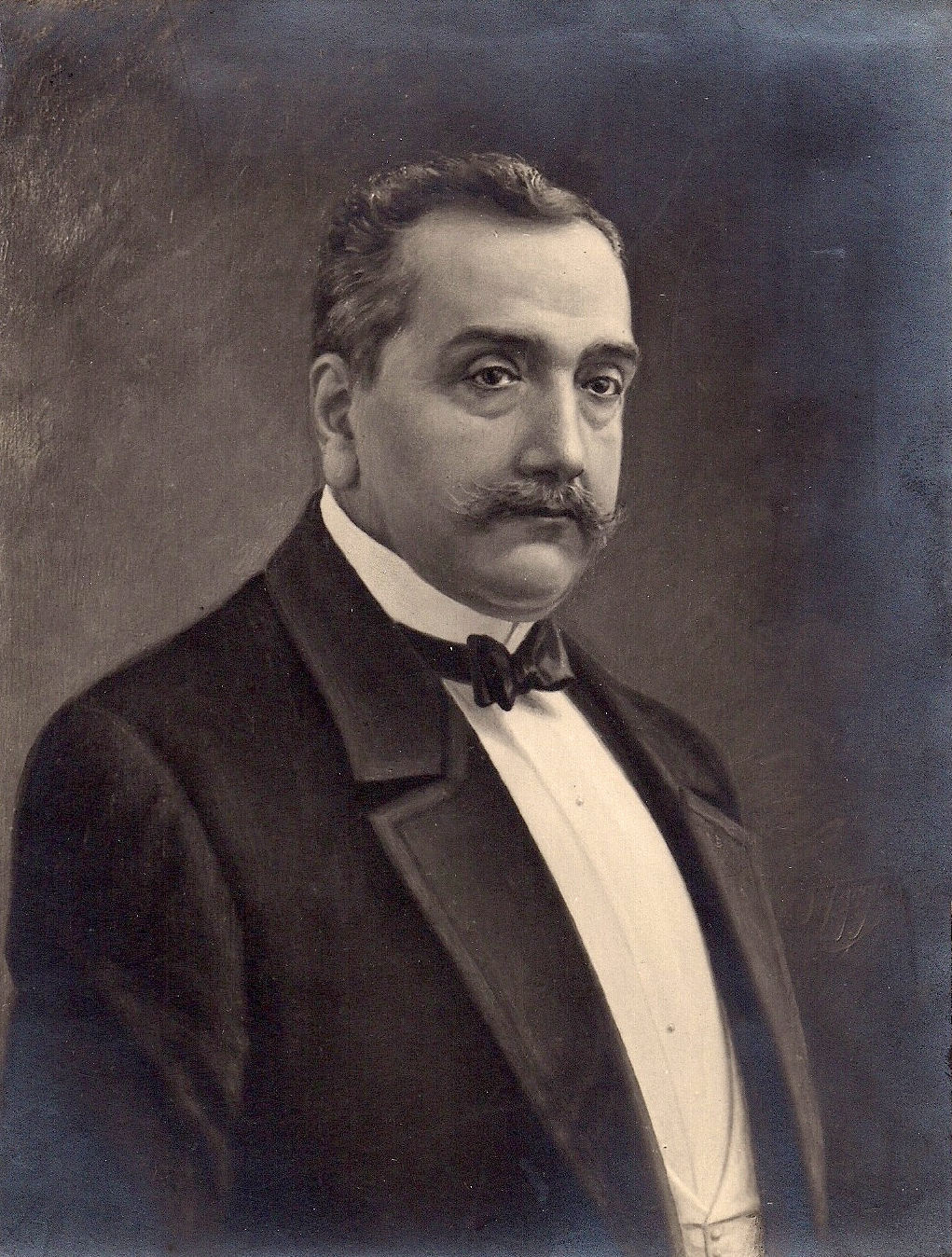
Ignacio Girona y Vilanova circa 1900

La primera referencia a una bodega es de 1780. Las bodegas actuales datan de finales del siglo XIX. Están formadas por 6 naves adosadas que ocupan una superficie de 5.500 m², con una estructura de forjado de hierro y construidas sobre muros de piedra de hasta 60 cm de anchura. Las naves se encuentran semienterradas para evitar las variaciones de temperatura. La mitad de la bodega está destinada a la crianza de los vinos y la otra mitad para la expedición. 
El desarrollo de las bodegas lo hizo Ignacio Girona y Vilanova, hijo de Ignacio Girona y Agrafel y nieto de Ignacio Girona y Targa. Ignacio Girona y Vilanova, además de ingeniero industrial, estudió ciencias exactas en Barcelona y agronomía en París e, influido por la viniviticultura francesa, tomó la iniciativa de ampliar y reconvertir la pequeña bodega del Castillo del Remei. Para ello se trasladó a Burdeos, y allí buscó los elementos necesarios para llevar a término el proyecto. Después de estudiar la estructura y los métodos de crianza de los grandes vinos bordelenses, se trajo un enólogo y cuatro familias de agricultores, para que enseñasen y garantizasen la buena elaboración de los vinos en el Castillo del Remei. 
Además de vinos, la bodega elaboraba un brandy, un licor de camomila muy popular en toda la zona, mistelas y un vinagre muy original, todos ellos de gran calidad. Inicialmente se plantaron 70 Ha de viña en hileras separadas por 2,5 m para facilitar las operaciones agrícolas entre las mismas, que luego se fueron ampliando. En esta época la finca se amplió hasta 600 ha.
Ignacio Girona inició la elaboración y crianza de los vinos en roble americano y el Castell del Remey (sic) fue una de los primeras bodegas catalanas en introducir en el mercado un vino embotellado con marca propia. La bodegas, ya bicentenarias, al haber sido concebidas para la elaboración de los mejores vinos, pueden considerarse como una muestra tradicional y auténtica de bodega tipo chateâubordelés, pues en ellas se elabora y cría el vino procedente de las viñas que la rodean. 
Entre los años 1889 y 1907, los vinos del Castell del Remey (sic) ganaron numerosos premios entre los que destacan:
• Medalla de Oro y Plata en la Exposición Internacional de Bruselas de 1887.
• Medalla de Oro en la Exposición Internacional de Turín de 1902.
• Medalla de Oro en la Exposición Internacional de Atenas de 1903.
• Medalla de Oro en la Exposició Internacional de Budapest de 1907.
En 1921, pasada la filoxera, Ignacio Girona y Vilanova construyó un anexo a las bodegas para elaborar vinos blancos. También importó las cepas cabernet sauvignon (vinos tintos) y semillón (vinos blancos), para replantar las viñas afectadas, siendo uno de los pioneros en la utilización de estas cepas en España. Entre estas variedades y las propias de la zona, la finca tenía una extensión de viña de más de 400 ha, que convirtieron al Castillo del Remei en la mayor bodega de producción de vinos de calidad de toda Cataluña y en exportadora a todas los países del mundo.
El año 1923 murió Ignacio Girona y Vilanova. La bodega continuó con el mismo impulso a manos de su hermano Juan Girona y Vilanova, consiguiendo la Medalla de Oro de la Exposición Universal de Barcelona de 1929. Juan Girona continuó con la labor de mecanización e industrialización de la finca. Amplió la finca comprando propiedades vecinas y fue nivelando las parcelas para prepararlas para el regadío.
Juan Girona y Vilanova murió en 1950 y la sociedad anónima propietaria de la finca (Castell del Remey, S.A) pasó a sus sobrinos y herederos, los hermanos Escubós-Girona y Folch-Girona. Durante esta época la bodega fue decayendo. En 1982 adquirió la finca la familia Cusiné, reconvirtiendo la bodega, a principios de los años 1990, en una completamente actualizada que solo produce vinos y de gran calidad.

## El acto de reversión del Canal de Urgel a los regantes
El día 2 de noviembre de 1964, se celebró el acto público del centenario del canal de Urgel con un acto presidido por en ministro de Obras Públicas, Jorge Vigón, en el que se efectuó la reversión del canal, hasta entonces explotado como concesión administrativa por la Sociedad Anónima Canal de Urgel, a los regantes, siendo la primera vez que se hacía esto en España. El acto fue multitudinario, asistiendo miles de regantes de toda la comarca. Tras la celebración de una misa y el canto de un Te Deum (por el Orfeón Lleidatà) en el santuario de la Virgen del Remedio, recientemente acabado, se dio un banquete en las bodegas, decoradas expresamente para el acontecimiento, "autoridades políticas, militares y religiosas" de Lérida, junto a los descendientes de la familia Girona, que fueron los promotores de la obra, y del ingeniero Domingo Cardenal y Gandasegui, que fue el que dirigió el proyecto.
En dicho acto se aprobó la construcción de un monumento conmemorativo de este acto, así como de la labor realizada por la familia Girona en la construcción del canal de Urgel, obra de los arquitectos Anglada, Gilabert y Rosas, a situar en la plaza de delante del castillo.